# Дембицкие
Дембицкие (пол. Dębicki, укр. Дембицькі) — галицкий шляхетский и польский дворянский род.
Род герба Гриф, восходящий к началу XVI в. Мартин Михаил Дембицкий, подкоморий сендомирский, был депутатом на всех сеймах с 1649 по 1678 гг.
Род Дембицких внесён в родословные книги губерний Гродненской (VI часть), Курской (II часть) и Подольской (III часть).
В империи Габсбургов род Дембицких подтвердил своё шляхетское происхождение в королевстве Галиции и Лодомерии.